# Mario Genta
Mario Genta (ur. 1 marca 1912 w Turynie, zm. w roku 1993) – włoski piłkarz i trener występujący podczas kariery na pozycji pomocnika.

## Kariera piłkarska
Mario Genta jest wychowankiem Juventusu, w barwach którego rozegrał 1 mecz w Serie A. Następnie przebywał w grającej w Serie B AC Pavii. W 1935 roku trafił do Genoi, w której przebywał przez wiele sezonów. W sumie na jego koncie uzbierało się 222 występów w Serie A i 7 bramek (jako gracz Genoi). Karierę zakończył w AC Prato.
W reprezentacji Włoch zadebiutował 26 marca 1939 roku, w wygranym 3:2 meczu z Niemcami. W sumie rozegrał w niej 2 mecze, zaś wcześniej, w 1938 roku został powołany na III Mistrzostwa Świata w Piłce Nożnej 1938 we Francji. Jego zespół zwyciężył w finale 4:2 z Węgrami. On jednak nie pojawił się na boisku w żadnym spotkaniu.

## Kariera trenerska
Sergio Bertoni karierę trenerską rozpoczął w sezonie 1950/1951 w zespole Virtus Entella. Potem szkolił piłkarzy Parmy FC, Genoi CFC, US Grosseto i Sestri Levante.

## Sukcesy w reprezentacji
- mistrzostwo świata 1938